# Spaaknippel

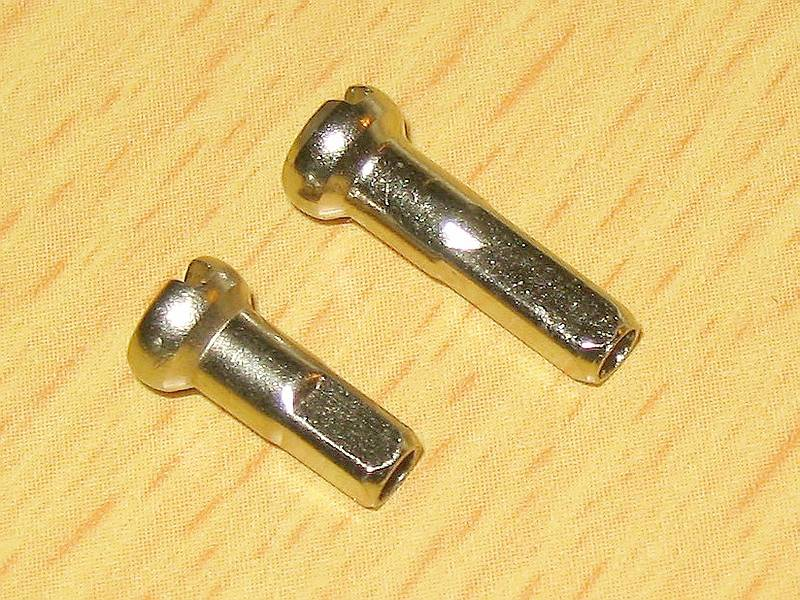
Spaaknippels

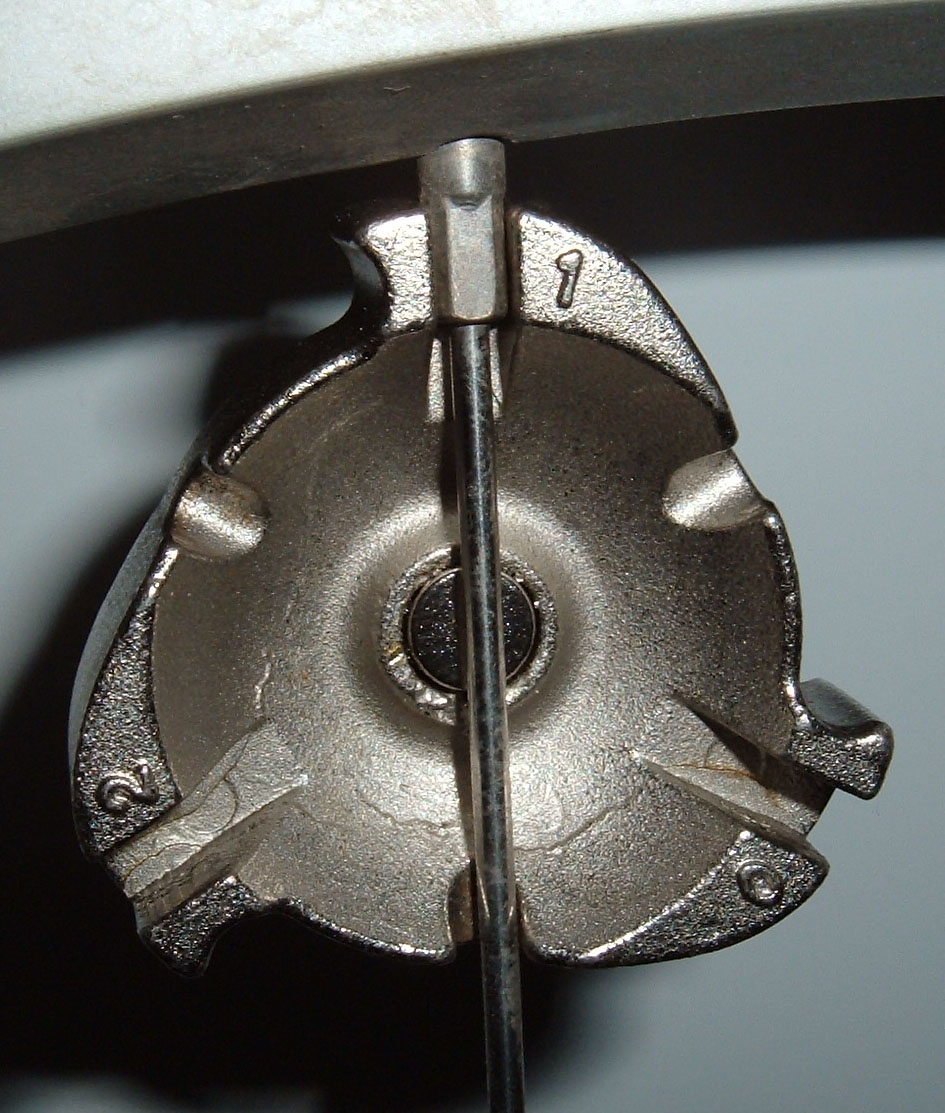
Spakenspanner die aangrijpt op de nippel van een spaak.

Een spaaknippel of nippel is het onderdeel bij wielen dat de spaak met de velg of naaf verbindt.

## Fietswielen
Bij fietswielen wordt per spaak een nippel toegepast. De nippel is inwendig voorzien van een schroefdraad. Waar de nippel in de velg of naaf valt, bevindt zich een verbrede kop op de nippel. Meestal is de nippelkop voorzien van een schroefgleuf die kan dienen voor het op- of uitdraaien van de nippel op het uitwendige schroefdraad van het spaakuiteinde. Het fijne werk van het richten van het wiel inclusief het aanbrengen van de juiste spaakspanning kan gebeuren met behulp van een spakenspanner die uitwendig aangrijpt op de nippel. Nippels bestaan in verschillende formaten. Vaak zijn nippels vervaardigd uit messing maar ook onder meer aluminium of titanium wordt wel gebruikt.

## Noot
1. ↑  Vrijwel altijd zit de nippel aan de velg.